# Die Schurken
Die Schurken sind eine Musikgruppe, die sich dem Spagat zwischen Klassischer Musik und Weltmusik widmet. Das Ensemble besteht aus vier Instrumentalisten, die Trompete, Klarinette, Akkordeon und Kontrabass spielen. Neben Konzerten bietet das Ensemble auch sehr erfolgreich inszenierte Musiktheaterproduktionen. Das Ensemble agiert im ganzen deutschen Sprachraum.

## Geschichte
Die Gruppe wurde 2004 gegründet und beteiligt sich seitdem an zahlreichen Musikvermittlungsprojekten im gesamten deutschen Sprachraum.  2006 wurde die erste Produktion eines Musiktheaters im Auftrag der Jeunesse Wien uraufgeführt. Weitere Produktionen wurden für den Wiener Musikverein, die Bregenzer Festspiele und die Philharmonie Luxemburg durchgeführt. Diese Häuser sowie auch das Lucerne Festival, das KKL Luzern, die Philharmonie Köln, die Elbphilharmonie Hamburg, das Schleswig Holstein Festival und den Grazer Spielstätten zählen zu den Spielorten des Ensembles.
Mit über 1000 Konzerten präsentieren Die Schurken ihre Stücke für Musikvermittlung mit großem Erfolg vor mittlerweile über 200.000 Kindern in Österreich, Deutschland, Luxemburg, Italien und der Schweiz.
2008 und 2015 gewannen Die Schurken den Junge Ohren Preis. Weiterhin wurden sie für den YEAH! Young EARopean Award 2013 nominiert, 2014 folgte dann eine weitere Auszeichnung für das Projekt "Unterwegs nach Umbidu". 2015 wurde der JOP Preis dem Ensemble ein zweites Mal in Berlin verliehen.
2010 entstand das erste Abend-Konzertprogramm „Hin und Herkunft“ mit mazedonischen Musikern und 2014 das inszenierte Abendkonzert „Odyssée – Die Schurken auf der Suche nach der schönsten Musik“. 2015 erste Zusammenarbeit mit dem Lucerne Festival in der Produktion „Unterwegs nach Umbidu“. 2017 folgten dann das sehr erfolgreiche Abendkonzert "Satisfraktion" und 2018 das inszenierte Familienkonzert "Paris! Paris!" sowie im Auftrag des Wiener Musikvereins das inszenierte Konzert "Die Probe" für Jugendliche.

## Diskografie
- 2014: Odyssée – Die Schurken auf der Suche nach der schönsten Musik (DVD)
- 2016: Odyssée (Doppel-CD)